# Pachycarpus robustus
Pachycarpus robustus là một loài thực vật có hoa trong họ La bố ma. Loài này được (A. Rich.) Bullock mô tả khoa học đầu tiên năm 1953.